# Best of My Love (Samantha Jade)
Best of My Love è il terzo album in studio della cantante australiana Samantha Jade, pubblicato il 20 aprile 2018.
Si tratta di un album di cover, il secondo per l'artista dopo il primo ed eponimo Samantha Jade (2012).

## Tracce
1. Best of My Love (Maurice White, Al McKay)
2. Never Can Say Goodbye (Clifton Davis)
3. Upside Down (Nile Rodgers, Bernard Edwards)
4. Dancing Queen (Benny Andersson, Björn Ulvaeus, Stig Anderson)
5. How Deep Is Your Love (Barry Gibb, Robin Gibb, Maurice Gibb)
6. I'm Coming Out (Bernard Edwards, Nile Rodgers)
7. I Feel Love (Donna Summer, Giorgio Moroder, Pete Bellotte)
8. Take Me Home (Michele Aller, Bob Esty)
9. Hot Stuff (Pete Bellotte, Harold Faltermeyer, Keith Forsey)
10. We Are Family (Bernard Edwards, Nile Rodgers)
11. I Will Survive (Freddie Perren, Dino Fekaris)
12. Roller Skates – 3:42 (Samuel Brennan, Tom Hollings, Kes Noel Ingoldsby, Sorana Pacura)
13. Let Me Love You
14. Best of My Love (2018 remix)